# 塔雷什-穆甘自治共和国
塔雷什-穆甘自治共和国（阿塞拜疆语：Talış-Muğan Muxtar Respublikası，塔雷什语：Толъш-Моғонә Мохтарә Республикә）是阿塞拜疆短命的自治共和国，存在时间为1993年6月至8月。它位于阿塞拜疆东南部，范围为阿塞拜疆东南部的6个行政区：连科兰（首府）、连科兰区、列里克区、阿斯塔拉区、马萨雷区、亚尔德姆雷区。 历史上该地区是一个汗国。